# Vụ rơi máy bay tại Reno Air Races
Vụ rơi máy bay tại Reno Air Races là một tai nạn máy bay đua rơi vào đám đông khản giả tại một cuộc đua máy bay tại Nevada, Hoa Kỳ lúc 16h30 (giờ địa phương ngày) 16 tháng 9 năm 2011. Vụ tai nạn đã làm thiệt mạng 9 người và làm 69 người khác bị thương. Chiếc máy bay bị nạn là chiếc P-51 Mustang từ thời đệ nhị thế chiến và đã rơi thẳng đứng xuống đám đông khán giả khi đang trình diễn. 
Sự kiện này được tổ chức tại sân bay Stead, ở thành phố Reno. Người lái máy bay, phi công nổi tiếng Jimmy Leeward, 74 tuổi, cũng thiệt mạng trong vụ tai nạn. Những người bị thương đã được đưa tới bệnh viện, nhiều người trong tình trạng nguy kịch.